# Amaro Pargo
Amaro Rodríguez Felipe y Tejera Machado (San Cristóbal de La Laguna, Tenerife, 03 de maio de 1678 – ibid., 4 de outubro de 1747), mais popularmente conhecido como Amaro Pargo foi um corsário e comerciante espanhol, sendo um dos corsários mais reconhecidos de seu tempo e um dos mais notáveis da chamada Época Dourada da Pirataria.

## Biografia

### Primeiros anos
Ele nasceu em San Cristóbal de La Laguna, na ilha de Tenerife (Ilhas Canárias), em 03 de maio de 1678.
Ele foi batizado pelo padre Manuel Hurtado de Mendoza  na Igreja de Nossa Senhora dos Remédios (hoje Catedral de San Cristóbal de La Laguna). Seus pais foram Juan Rodríguez Felipe e Beatriz Tejera Machado. Ele tinha sete irmãos.
Sua juventude foi influenciada pela presença e crescimento da pirataria nas Ilhas Canárias. Em 1701, ele partiu como segundo-tenente no navio "Ave Maria", apelidado de La Chata. Durante a viagem foi abordado por piratas, ele aconselhou o comandante a simular uma rendição antes da batalha, o plano deu certo e são vitoriosos. Como agradecimento o comandante deu a Amaro Pargo o seu primeiro barco, com o qual ele iniciou suas atividades comerciais.

### Trader e corsário
Nos porões dos seus navios, ele transportava escravos africanos que eram utilizados nas plantações do Caribe.
Amaro Pargo era temido por alguns e admirado pelos outros. Com o passar dos anos ele conseguiu acumular uma grande riqueza, e por causa de sua amizade com a freira María de León Bello y Delgado (Sor María de Jesús), Pargo começou a fazer trabalhos de caridade, especialmente cuidando dos pobres. É citado que Amaro Pargo testemunho milagres deste religiosa.
Com o passar dos anos ele tornou-se proprietário de uma grande frota e de muitas propriedades. Além disso, como devoto católico fez contribuições significativas para igrejas e instituições religiosas. Ele teve um relacionamento amoroso com a cubana María Josefa de Valdespino, com a qual teve um filho ilegítimo, chamado Manuel de la Trinidad Rodríguez.
Em 1712, Amaro Pargo capturou um navio inglês, o San Joseph, que tinha seus consignatários em Dublin (Irlanda), e foi comandado pelo capitão inglês Alexander Westher. No entanto, Amaro Rodríguez Felipe foi acusado de não ter agido com rigor no momento de exercer seus direitos como corsário. Isso porque Amaro Pargo saqueou o navio e apreendeu suas posses, além de forçar Alexander Westher a navegar ao longo do navio de Amaro Pargo até o porto de Santa Cruz de Tenerife, sob pena de afundar o já mencionado Barco inglês nas profundidades. Embora a captura deste navio Inglês foi considerado legítimo porque a Inglaterra era um poder inimigo da coroa espanhola.
O monarca espanhol Filipe V, em um decreto real datado de San Lorenzo de El Escorial, em 24 de outubro de 1719, autoriza Amaro Pargo a construir um navio em Campeche. Este navio era um comerciante armado com 58 armas e 64 côvados de comprimento e 56 quilates, com mais de 16 mangás. De acordo com os estudos atuais disse navio tornou-se parte da Marinha em 1723, acredita-se que ser capitaneado por Amaro Rodríguez Felipe saqueou um navio holandês, o Duyvelant.
Em 1725, em Madrid, foi dado a ele o título de Hidalgo (nobre). Ele fundou uma capelania para os necessitados, e gasta 3 000 para os pobres de la prisões. Obtubo também de certificação atual de nobreza e armas em 1727.
Seus barcos transportavam vinho do tipo Malvasia ou conhaque que vendia em La Habana e nas Guianas, no caminho ele atacava barcos inglêses e holandeses carregando o butim para a Espanha. Amaro Pargo combateu contra alguns dos mais famosos piratas de sua época, incluindo Barba Negra.
No final da vida, Pargo tinha se tornado o homem mais rico nas Ilhas Canárias, sendo sua reputação e popularidade semelhante as de Francis Drake e Barba Negra. Na verdade, ele chegou a considerar como «o equivalente espanhol de Francis Drake».

### Morte

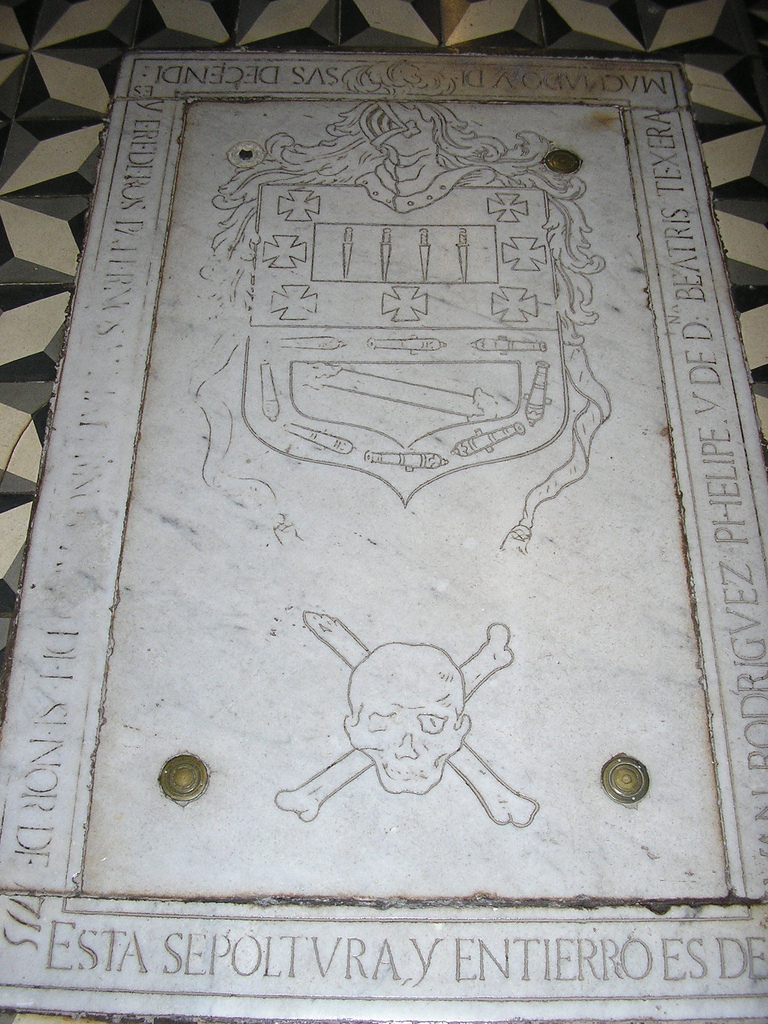
Túmulo de Amaro Pargo na Igreja de Santo Domingo, que destaca a caveira e ossos cruzados.

Ele morreu 4 de outubro de 1747 em San Cristóbal de La Laguna, e foi enterrado no convento de Santo Domingo. Por causa de sua contínua luta pelos interesses da coroa espanhola contra potências inimigas, Amaro Pargo foi considerado na sua época um herói nacional.

## Tesouro da Amaro Pargo
Amaro Pargo escreveu em seu testamento que possuía uma arca a qual mantinha em sua cabine, contendo esta prata, joias de ouro, pérolas e pedras preciosas de grande valor, porcelana chinesa, pinturas e tecidos luxuosos, e acrescentou que esta répertoriait em um livro coberto com pergaminho e marcadas com a letra "D". Este destino Livre não é conhecido.
Ao longo dos séculos, a mentalidade das pessoas tentou descobrir onde está o tesouro. A casa do corsário, na aldeia de Machado (município de El Rosario, Tenerife) foi vandalizado nos últimos anos por caçadores de tesouros. Pensava-se também que o tesouro estaria na caverna chamada Cueva de San Mateo, em Punta del Hidalgo nordeste de Tenerife, que foi usado para esconder o seu saque. Apesar destes esforços, o tesouro ainda não foi localizado.

## Exumação
Em 2013, seus restos mortais foram exumados por uma equipe de arqueólogos da Universidade Autónoma de Madrid os quais fizeram a reconstrução de deu rosto e testes de DNA. A exumação foi financiada pela Ubisoft com o objetivo de transformar Amaro Pargo em um dos personagens principais da saga Assassin's Creed IV: Black Flag.